# Testa tra le nuvole, Pt. 2
Testa tra le nuvole, Pt. 2 è un singolo del cantante italiano Alfa, pubblicato il 21 maggio 2020 con doppia etichetta Wanderlust Society e Artist First come primo estratto dal secondo album in studio Nord.

## Descrizione
Il brano, scritto dallo stesso Alfa, è prodotto da Yanomi.

## Video musicale
Il video musicale, diretto da Nicholas Baldini, è stato pubblicato il 9 giugno 2020 attraverso il canale YouTube di Alfa.

## Tracce
Testi di Andrea De Filippi, musiche di Andrea De Filippi, Lorenzo Milano.
1. Testa tra le nuvole, Pt. 2 – 3:00

## Classifiche
| Classifica (2020) | Posizione massima |
| ----------------- | ----------------- |
| Italia            | 11                |